# Connettivismo (letteratura)
Il termine connettivismo (in inglese nexialism) venne introdotto nella fantascienza dallo scrittore canadese Alfred Elton van Vogt nella sua serie di racconti raccolti nel libro Crociera nell'infinito per indicare una immaginaria dottrina. La teoria di van Vogt parte dall'assunto che, avendo ogni singola disciplina raggiunto livelli di specializzazione elevatissimi, sia necessaria una nuova scienza capace di ristabilire le connessioni tra le competenze e le conoscenze di una disciplina e l'altra. Chi si occupa di ciò è definibile come connettivista.

## In Italia
Nella fantascienza italiana, il Connettivismo è un movimento letterario che, sulla scia del cyberpunk, si propone di coniugare estrapolazione scientifica e speculazione sociale in una sintesi che non disdegna le sperimentazioni tipiche dell'avanguardia. Anche in campo poetico il connettivismo è utilizzato al fine di esprimere, altresì mediante l'utilizzo di parole o espressioni attinte dalla scienza e dalla tecnologia, una particolare sinergia tra pensiero lirico, filosofico e/o sociale e concetti peculiarmente tecnici e specialistici.  Nato ufficialmente nel dicembre 2004 con la pubblicazione di un Manifesto (che imita nella forma il Manifesto del futurismo), ha tra i suoi fondatori alcune firme di Fantascienza.com come Giovanni De Matteo e Sandro Battisti (noto con lo pseudonimo di Zoon), insieme a Marco Milani (alias pykmil, già fondatore e curatore del portale letterario Domist.net) e Lukha B. Kremo (editore di Kipple Officina Libraria). Alcuni altri nomi di spicco del Movimento, sia come autori che come saggisti, sono Domenico Mastrapasqua, Marco Moretti, Alex Tonelli, Giovanni Agnoloni (autore anche dell'articolo riassuntivo sul connettivismo, uscito per Italica Wratislawiensia), Alessio Brugnoli, Umberto Bertani.
Il movimento ha pubblicato la rivista NeXT, che nel 2009 ha avuto anche un'edizione internazionale in lingua inglese, ed è attivo su più fronti: progetti antologici, letture pubbliche, produzione di cortometraggi, programmi radio, fumetti. Il gruppo, strutturato come un progetto open source, è in continua evoluzione. Dall'esperienza del Movimento sono nate etichette e case editrici in piena espansione.